# أوياما (توتشيغي)
مدينة أوياما (بالإنجليزية: Oyama)‏ هي أحد المدن التابعة لمحافظة توتشيغي. تأسست رسميًا في 31/03/1954. ويقدر عدد سكانها بـ 162283 نسمة حسب تقدير مكتب الإحصاء الياباني لعام 2012. تبلغ مساحة أوياما 171.61 كم2. بكثافة سكانية تبلغ 946 نسمة/كم2.

## توأمة
لأوياما (توتشيغي) اتفاقيات توأمة مع:
- كيرنز

## أعلام
- يوشيهيسا ناروسي
- رينا كويكي

## روابط خارجية
- الموقع الرسمي لمدينة أوياما
- مكتب الإحصاءات البريطاني